# كلب دانماركي ضخم

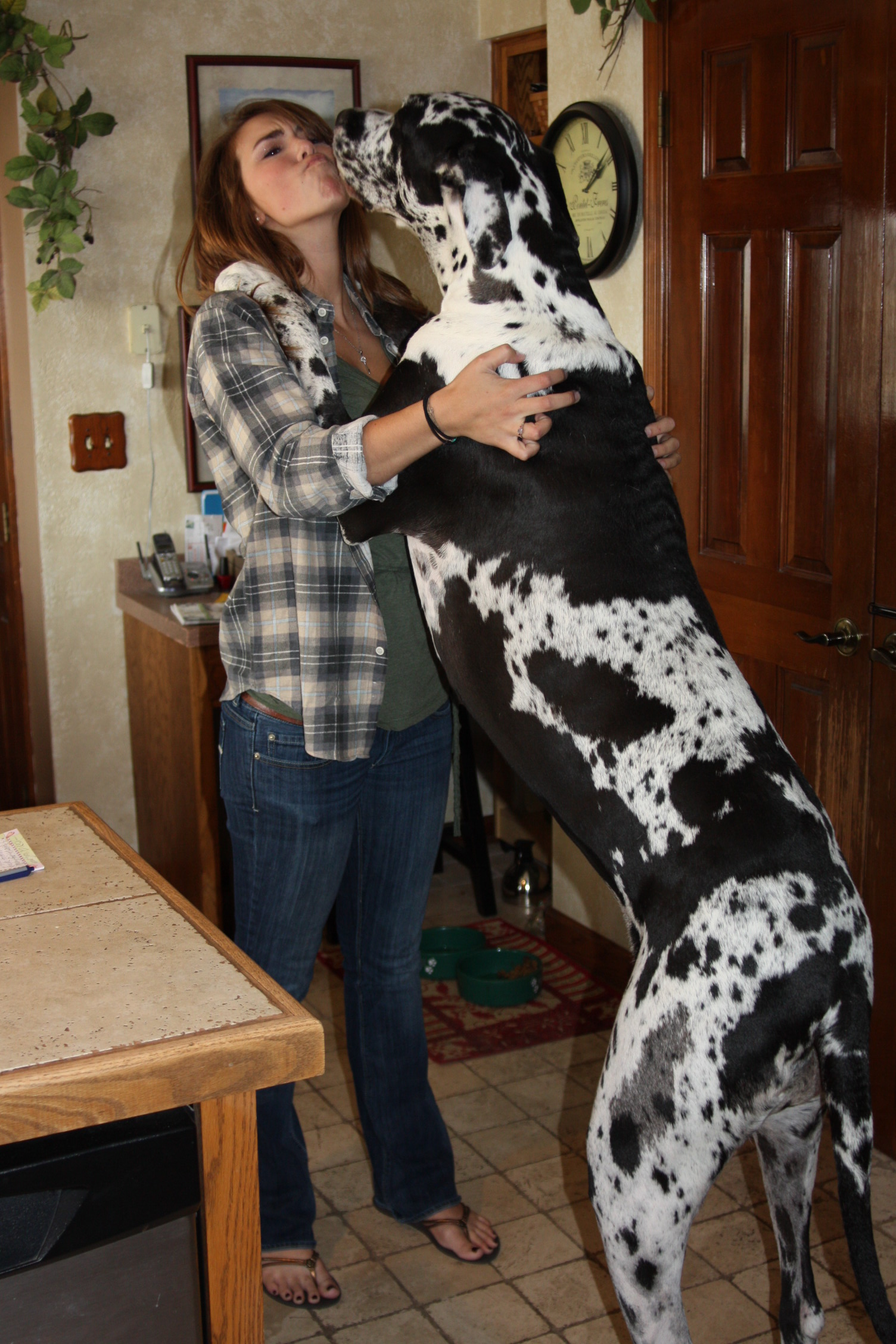

الدَّانِيّ الكبير أو الدان أو الكلب الدانماركي الضخم أو الدرواس الألماني (بالألمانية: Deutsche Dogge) أو الكلب الدَّنِمَركي (بالألمانية: Dänischer Hund)، هو سلالة من الكلاب الأليفة (Canis lupus familiaris) التي تُعرَف بحجمها الكبير. يعد الكلب الدانماركي الضخم واحدًا من أطول الكلاب في العالم، حيث يحمل الرقم القياسي العالمي الحالي، الذي يقاس طوله 112 سـم (44 بوصة) من المخلب حتى الكتف هو زيوس. ويتربى الكلب الدانماركي الضخم في الأصل على اصطياد الغزلان والخنازير البرية.

## الوصف

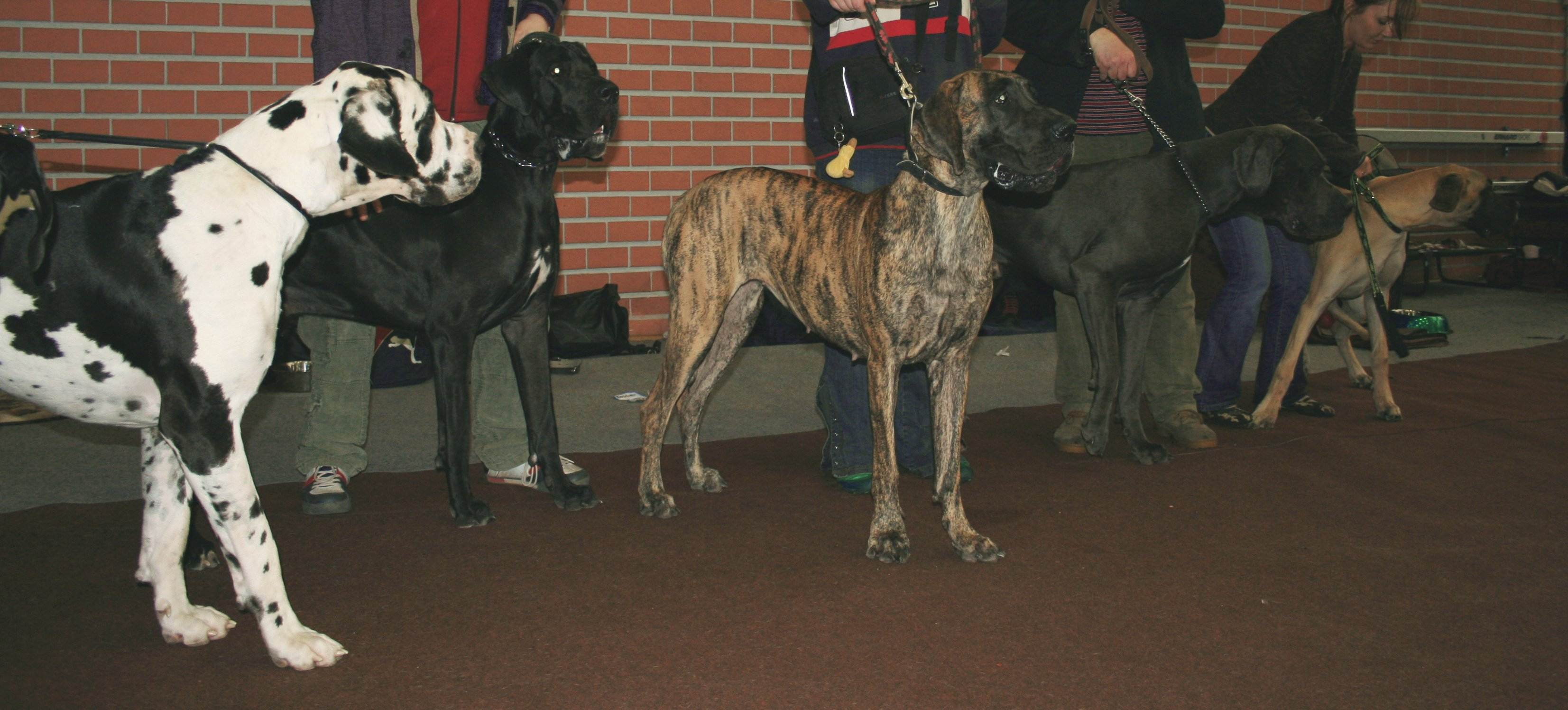
كلاب دانماركية ضخمة ذات أنواع مختلفة من الغطاء الخارجي (الشعر)، من اليسار إلى اليمين: المنقوش، والأسود، والرمادي الداكن، والأزرق، والأصفر اللامع

وكما وصف النادي الأمريكي لمربي الكلاب، فإن «الكلاب الدانماركية الضخمة تجمع في مظهرها الفخم بين المهابة والقوة والتأنق بحجمها الضخم وجسمها القوي جيد الهيئة وسلس العضلات. وهي واحدة من السلالات النمطية العملاقة، لكنها فريدة من نوعها من حيث إن تكوينها العام يجب أن يكون متوازنًا بشكلٍ جيد بحيث لا تظهر أبدًا ثقيلة الحركة، كما تتحرك بخطى طويلة وحركة قوية.»
تعد الكلاب الدانماركية الضخمة سلالة من الكلاب قصيرة الشعر ذات بنية عداءة قوية. وفي النسبة بين الطول والارتفاع، ينبغي أن يكون الكلب الدانماركي الضخم مربعًا. ويجب ألا يقل ارتفاع الذكر عن 30 بوصة (76 سـم) من الكتفين، بينما يكون ارتفاع الإناث 28 بوصة (71 سـم). أما الكلاب الأدنى من ذلك في الارتفاع، فلا تعد مؤهلة.
ومن عام لآخر، تكون أطول الكلاب الحية هي عادةً الكلاب الدانماركية الضخمة. ويشمل حاملو اللقب السابقين كلاب جيبسون، وتيتان، وجورج، ومع ذلك، فإن حامل اللقب الحالي هو الكلب الدانماركي الضخم المسمى بزيوس الذي يقف بارتفاع 112 سـم (44 بوصة) من الكتف. وهو أيضًا أطول الكلاب على الإطلاق (وفقًا لموسوعة غينيس للأرقام القياسية)، متفوقًا على حامل اللقب السابق وهو كلب دانماركي ضخم أزرق اللون ويدعى جورج، والذي يقف بارتفاع 110 سـم (43 بوصة) من الكتف.
ويبلغ أدنى وزن للكلب الدانماركي الضخم الذي يكون سنه أكثر من ثمانية عشر شهرًا 120 رطل (54 كـغ) بالنسبة للذكور، و100 رطل (45 كـغ) للإناث. وعلى غير العادة، فقد أسقط نادي مربي الكلاب متطلبات المستوى الأدنى من الوزن من مقاييسه. ويظهر الذكور أكثر ضخامة من الإناث طوال الوقت، بجسم أكبر وعظام أثقل.
وتمتلك الكلاب الدانماركية الضخمة بشكل طبيعي آذانًا عريضة ومثلثية الشكل. وفي الماضي، عندما كانت الكلاب الدانماركية الضخمة مستخدمة بشكل شائع في صيد الخنازير، كان يتم صلم (قطع) الأذن لجعل الإصابات في آذان الكلاب أقل احتمالاً خلال عملية الصيد. وتعد الكلاب الدانماركية الضخمة الآن بشكل أساسي حيوانات مدللة، ولا تزال عملية صلم الأذن تُجرى في بعض الأحيان لأسباب تقليدية وتجميلية. وفي الثلاثينيات عندما تم قطع آذان الكلاب الدانماركية الضخمة، تم تثبيت جهازين بعد العملية اسمهما أغطية عيد الفصح في آذان الكلاب لجعلها واقفةً. والآن تعد هذه الممارسة شائعةً في الولايات المتحدة وأقل شيوعًا في أوروبا. وفي بعض الدول الأوروبية مثل المملكة المتحدة، وجزيرة أيرلندا، والدانمارك، وألمانيا، وأجزاء من أستراليا، ونيوزيلندا، تعتبر هذه الممارسة ممنوعةً، أو مراقَبةً بحيث يقوم بها فقط الجراحون البيطريون.

### ألوان الشعر

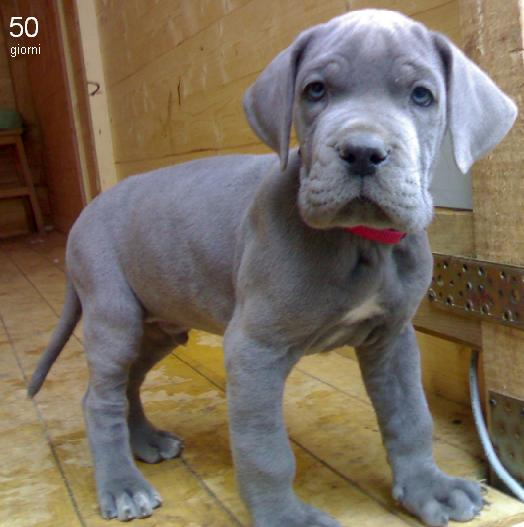
جرو أزرق اللون

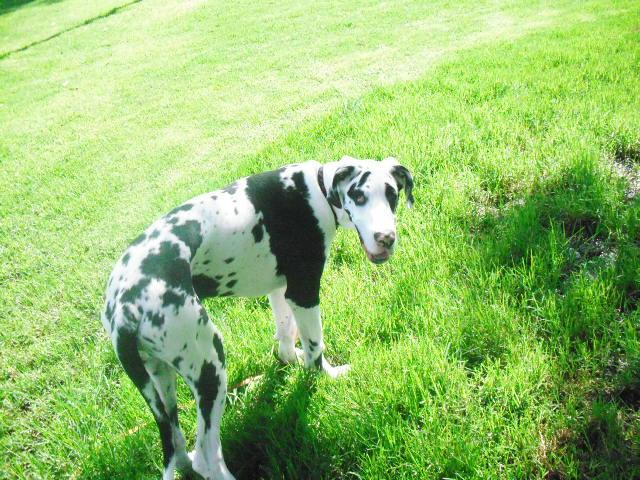
جرو دانماركي ضخم منقوش.

هناك ستة أنواع ذات حضور مقبول ألوان لشعر من الكلاب الدانماركية الضخمة:
- أصفر لامع: يكون اللون أصفر ذهبيًا مع وجود وجه أسود. ويظهر اللون الأسود على حواف العينين وعلى الحواجب، وقد يظهر أيضًا على الأذنين.
- الرمادي الداكن: يكون اللون أصفر لامعًا وأسود في نمط مخطط بشكل شريطي. وغالبًا ما يشار إلى هذه النوعية من الكلاب بأن لها نمط مخطط مثل الببر.
- الأزرق: يكون اللون أزرق كلون الصُلب النقي. وتكون العلامات البيضاء على الصدر والأصابع غير مستحبة، وتُعتبَر عيبًا.
- الأسود[ ؟ ]: يكون اللون أسود لامعًا. وتكون العلامات البيضاء على الصدر والأصابع غير مستحبة، وتُعتبَر عيبًا.
- المنقوش: يكون اللون الأساسي أبيض نقيًا مع وجود بقع سوداء منثورة غير منتظمة وموزعة جيدًا على الجسم بأكمله، ويُفضل الرقبة البيضاء النقية. وينبغي ألا تكون البقع السوداء كبيرةً إلى حد يعطيها مظهر الغطاء، ولا تكون أيضًا صغيرة للغاية بدرجة تعطيها أثرًا منقطًا أو أرقط. ويعد وجود بقع صغيرة رمادية اللون شيءًا مرغوبًا فيه ولكنه أقل جاذبية (هذا اللون الرمادي يتفق مع علامات ميرل) أو وجود اللون الأبيض كلون أساسي يتخلله شعر أسود مفرد بحيث يعطي شكل الملح والفلفل أو أثرًا متسخًا. (لديها نفس الصلة بالصمم والعمى مثل ميرل والكلاب الدانماركية البيضاء.)
- مانتل (يشار إليه في بعض البلاد بكلب بوسطن نظرًا لنمطه ولونه المشابه لكلب ترير بوسطن): يكون اللون أسود وأبيض مع وجود غطاء أسود متين ممتد حول الجسم، ورأس سوداء، وأنف بيضاء، وغرة بيضاء قد تكون متوفرة، ويُفضَل العنق البيضاء بالكامل، وصدر أبيض، وأرجل أمامية وخلفية بيضاء كليًا أو جزئيًا، وذيل أبيض بطرف أسود. تعد العلامة البيضاء في الغطاء الأسود مقبولةً، كما لو كانت كسرة في العنق البيضاء

وتوجد الألوان الأخرى أحيانًا ولكنها غير مقبولة للعرض التشكُلي، ولا يسعى مربو الحيوانات لاقتناءها فهم يميلون إلى تربية كلاب العرض. وتشمل هذه الألوان، الأبيض، والأبيض المرقط بالأصفر، وميرل، والأبيض المرقط بميرل، وميرل أزرق، ومانتل أصفر، وغيرها من الألوان. وقد يحاول بعض المربيين الاحتفاظ بالعديد من الكلاب الصغيرة من هذه الألوان «النادرة». ومع ذلك، فإن تربية الكلاب الدانماركية البيضاء والميرل على وجه الخصوص محلاً للخلاف، لأن تلك الألوان قد ترتبط بجينات ينتج عنها الإصابة بـالصمم. وعلى الرغم من أنه لا يمكن إظهارها، فإن الكلاب الدانماركية البيضاء أو الميرل يمكن تسجيلها عادةً باعتبارها كلاب من أصل جيد.

### الطبع
يناقض المظهر الكبير والمهيب للكلاب الدانماركية الضخمة طبيعتها الودودة. وغالبًا ما تتم الإشارة إلى هذه السلالة باعتبارها سلالة عملاقة لطيفة. وتعد الكلاب الدانماركية الضخمة عمومًا حسنة النية تجاه الكلاب الأخرى، والحيوانات الأليفة الأخرى غير الشبيهة بالكلاب، والإنسان، ولكن يعتبر الغرباء أمرًا استثنائيًا بشكل واضح. ولا تُظهر هذه الكلاب بصفةٍ عامة عدوانيةً مفرَطة أو دافعا فريسيا. ويعد الكلب الدانماركي الضخم حيوانًا لطيفًا ومحبوبًا بالرعاية والتدريب المناسبين. كما يعتبر رائعًا للأطفال الصغار وللعائلة العطوفة طالما أنه يكبر في العائلة منذ أن كان جروًا صغيرًا.
ومع ذلك، فإنه إذا لم يتم إشراكه اجتماعيًا منذ كونه كلبًا صغيرًا، فقد يكون شديد العدوانية تجاه الكلاب الأخرى.

## التمرينات الرياضية

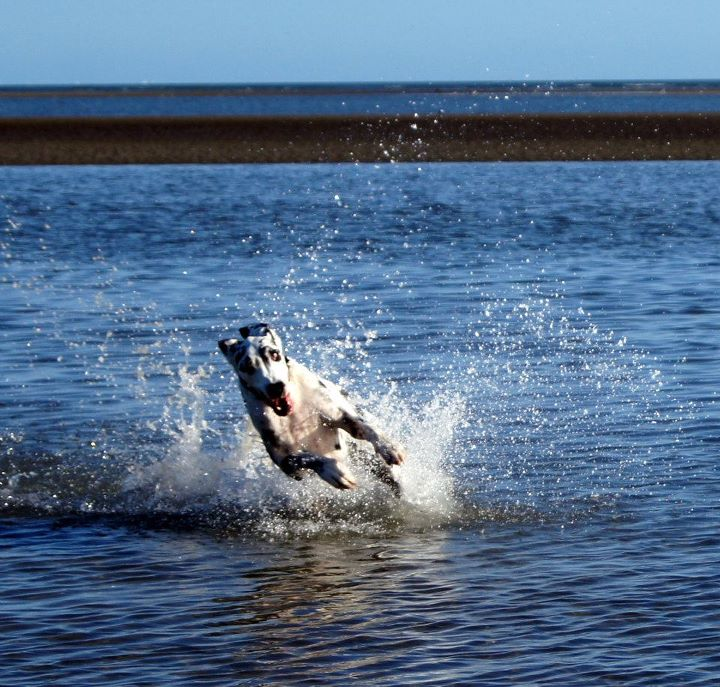
الكلب الدانماركي الضخم المنقوش راكضًا في البحر

تحتاج الكلاب الدانماركية الضخمة إلى المشي يوميًا مثلها مثل معظم الكلاب حتى تظل في صحة جيدة. ومع ذلك، فإنه من الضروري ألا يتم تدريب هذه السلالة بشكل زائد، خاصةً عندما تكون صغيرة السن. وينمو الجرو من الكلاب الدانماركية الضخمة طويلاً وسريعًا جدًا مما يعرضه لمخاطر الإصابة بمشاكل في المفاصل والعظام. وبسبب طاقة الجرو الطبيعية، غالبًا ما يتخذ مالكو الكلاب الدانماركية الضخمة خطوات نحو الحد من نشاطهم عندما يكون الكلب لا يزال في مرحلة النمو.
ونظرًا لحجمها الكبير، تواصل الكلاب الدانماركية الضخمة نموها (تكتسب وزنًا على الأرجح) مستغرقة فترة أطول من تلك التي تستغرقها معظم الكلاب. وحتى في السنة الأولى من عمرها، تواصل الكلاب الدانماركية الضخمة نموها لعدة أشهر.

## الصحة
تمتلك الكلاب الدانماركية الضخمة، كالعديد من الكلاب الضخمة، تمثيلا غذائيا بطيئًا إلى حدٍ ما. وينتج عن ذلك طاقة أقل واستهلاك أقل للغذاء لكل رطل من غذاء الكلاب في السلالات الصغيرة. وتعاني الكلاب الدانماركية الضخمة من مشكلات صحية شائعة في السلالات الكبيرة، بما في ذلك الانفتال المَعدي التضخمي (GDV).
ويتراوح متوسط العمر الافتراضي للكلاب الدانماركية الضخمة من ست إلى ثمانِ سنوات. وكغيرها من السلالات الكبيرة المتعددة، تعد الكلاب الدانماركية الضخمة عرضةً بشكلٍ خاص لخطر الإصابة بـ خلل تنسج الورك.
ويعد مرض اعتلال عضلة القلب التوسعي (DCM) والعديد من أمراض القلب الناتجة عن عيب خلقي أمراضًا شائعة الحدوث أيضًا في الكلاب الدانماركية الضخمة؛ مما أدى إلى تسميتها لقب: سلالة الأسى، توافقًا مع عمرها القصير للغاية. وقد تحمل أيضًا الكلاب الدانماركية الضخمة جين ميرل، وهو جزء من التركيبة الجينية التي تُحدِث الصبغة المنقوشة. ويعد جين ميرل جينًا مهيمنًا غير مكتمل، يعني أنه مطلوب وجود نموذج واحد فقط من الجين لإظهار صبغة ميرل، بينما لا يُنتج جينان من ميرل علامات بيضاء زائدة على جسم الحيوان فقط، ولكنه يسبب معه أيضًا عددًا من المشكلات الصحية، مثل العمى، أوالصمم، أو المشكلات الأخرى المتعلقة بضعف البصر.

## معلومات تاريخية

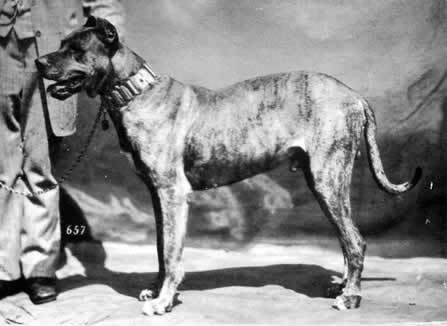
ذكر من الكلاب الدانماركية الضخمة عام 1879

شوهدت الكلاب التي تشبه الكلاب الدانماركية الضخمة على الآثار المصرية التي يعود تاريخها إلى عام 3,000 قبل الميلاد. ووفقًا لكلام باربرا شتاين، «فقد نشأت السلالة في ألمانيا، ربما من التهجين بين كلب الدرواس الإنجليزي والكلب الذئبي الإيرلندي.» ومع ذلك، تشير مصادر أخرى إلى أن السلالة قد نشأت في الدانمارك[هل يوثق بهذا المصدر؟]، ولا يزال البعض يطرح المسألة باعتبارها مثيرةً للجدل ومتنازَعًا فيها. وفي عام 1749، استخدم جورج دي بوفون اسم "le Grand Danois" (الكلب الدانماركي الضخم) (ترجمه ويليام سميلي «الكلب الدانماركي الضخم» (Great Dane)). وحتى ذلك الوقت كان يشار إلى الكلب في إنجلترا «بالكلب الدانماركي.»  ووفقًا لجاكوب نيكولاي ويلس، فقد سمى الدانماركيون الكلب «بالكلب الكبير»، وهو المصطلح الذي استمر كثيرًا في القرن العشرين. وفي أواخر عام 1780 بألمانيا، كان يشار إلى الكلب باسم"Grosser Dänischer Jagdhund" (كلب الصيد الكبير الدانماركي) ((بالإنجليزية: Large Danish Hunting Hound)). وفي المعرض الأول للكلاب، الذي أقيم في هامبورغ من الرابع عشر حتى العشرين من يوليو عام 1863، تمت تسمية ثمانية كلاب باسم «الدرواس الدانماركي الضخم» (Dänische Dogge) وسبعة باسم «الدرواس أولمر» (Ulmer Doggen).

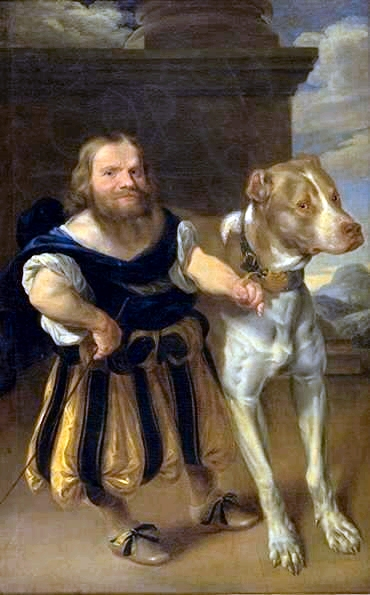
الكلب رارو الدانماركي الضخم، الدانمارك 1655

## الكلاب الدانماركية الضخمة في الثقافة الشعبية
- كان الشاعر الإنجليزي ألكسندر بوب (1688-1744) يربي كلبًا من الكلاب الدانماركية الضخمة يدعى باونس. لم يغادر بوب، الذي كان أعرجًا، منزله أبدًا دون أن يصطحب باونس لحمايته، نظرًا لضعفه جسديًا وكونه عرضةً للتهديدات بسبب سخريته اللاذعة المتكررة. خلَّد بوب ذكرى كلبه في قصيدته «باونس إلى فوب»،  وهي عبارة عن خطاب ساخر يوجهه كلبه إلى الكلب الملكي فوب، وأيضًا في لوحة «ألكسندر بوب وكلبه، باونس» التي رسمها جوناثان ريتشاردسون (1718)  نسخة محفوظة 26 أبريل 2012 على موقع واي باك مشين..

وقد لُقِب حارس مرمى فريق *مانشستر يونايتد، بيتر شمايكل، باسم «الدانماركي الضخم» (Great Dane).
- تم تسمية الكلب الدانماركي الضخم في كلب دولة بنسلفانيا عام 1965.[26]

كانت شخصية الكلب *سكوبي دو، الشخصية الشهيرة لـهانا-باربيرا، مبنية على كلب دانماركي ضخم لمصمم الرسوم المتحركة إيواو تاكاموتو. وقد بنى تاكاموتو رسومه التوضيحية على اسكتشات أعطاها له موظف في شركة هانا-باربيرا كان يربي هذا الكلب. ويشبه سكوبي دو الكلب الدانماركي الضخم إلى حد بعيد، على الرغم من أن ذيله أطول من ذيل كلاب السلالة، حيث أن ذيله مشابهًا لذيل القطة.
- وكانت الفرق الرياضية جامعة ألباني معروفة باسم الدانماركيين العظام منذ عام 1965. ولقد كان داميان الدانماركيون العظام تميمة الحظ في ذلك الوقت. وفي عام 2003، أضافت الكلية ليل دي، أحد صغار الدانماركيين العظام، لمساعدة داميان في ترفيه الجمهور.
- آسترو، الكلب في ذا جتسونز
- بروتوس في الدشهند القبيح، كلب دانماركي ضخم قامت بتربيته أم دشهند (كلب ألماني).
- مرمدوك وهو مسلسل هزلي في صحفية رسمها براد أندرسون من عام 1954 حتى يومنا هذا. وتدور أحداث هذا المسلسل حول عائلة وينسلو وكلبها الدانماركي الضخم، مرمدوك.
- سينجر، البطل الرئيسي ولكن التراجيدي في الوصي، رواية لـنيكولاس سباركس.
- إيلمر، كلب دانماركي ضخم في أوزوالد الأرنب المحظوظ لـوالتر لانتس
- في كل نسخة فيلم من فيلم السير آرثر كونان دويل، "كلب آل باسكرفيل"، وهو كلب دانماركي ضخم قام بدور كلب الجحيم الملعون الذي قتل عائلة باسكرفيل.
- آس الخفاش-الكلب، من سلسلة باتمان الكوميدية، تم تصويرها بوصفها خليط من الكلاب الدانماركية الضخمة.
- جاست نويسانس الذي كان الكلب الوحيد الذي تم تجنيده رسميًا في البحرية الملكية. عمل بشكل رئيسي كمشجع معنوي للقوات المجنَدة في الحرب العالمية الثانية، أثبت نويسانس أنه إرثًا دائمًا في ضاحية كيب تاون الصغيرة في مدينة سيمونز.
- الكلب زيوس في أوتسيغو، ميشيغان أطول كلب في العالم. وقد أكد ذلك كتاب موسوعة غينيس للأرقام القياسية 2013 الذي تم نشره في الثالث عشر من سبتمبر عام 2012. ويبلغ قياس زيوس أربعة وأربعين بوصةً من الساق حتى الكتفين، ولكن عند وقوفه على أرجله الخلفية، يمتد إلى 7-أقدام-4.[29]

## وصلات خارجية
- كلب دانماركي ضخم معيار السلالة على موقع الجمعية الأمريكية لتربية الكلاب [الإنجليزية]‏ الرسمي.
- Breed Information Resource